# صيدناني دورانغو
صيدناني دورانغو (الاسم العلمي: Tamias durangae) (بالإنجليزية: Durango Chipmunk)‏ هو نوع من الحيوانات يتبع جنس الصيدناني من الفصيلة السنجابية.